# Bikes and Pyramids
A Bikes and Pyramids a Chandeen nevű német együttes ötödik nagylemeze mely 2001-ben jelent meg a Kalinkaland Records kiadásában.

## Az album dalai
1. My World Depends on You – 4:18
2. Pink – 4:48
3. Days in Time – 6:14
4. A Silent Love (Part 1) – 5:06
5. You Love Him – 3:56
6. Walking – 6:26
7. Heute Nacht – 5:01
8. One Way Love – 3:11
9. Apples and Oranges – 3:05
10. Smooth Man’s Melody – 6:14
11. Lucky Life (Part 2) – 5:40
12. The Spacerider Legend – 4:42

### Brazil kiadás
Az album Brazíliában a Hellion Records kiadásában jelent meg 2002-ben. Ebben a kiadásban négy bónusz-szám is helyet kapott a lemezen a „The Spacerider Legend” című dal után.
1. Lumis (Single Version)
2. Young Days
3. Silver Days
4. Imagination

## Közreműködők
- Harald Löwy – gitár
- Stephanie Härich – ének
- Antje Schultz – ének
- Florian Walther – dob, gitár
- Antje Buchheiser – hegedű
- Dorothea Hohnstedt – fuvola
- Axel Henninger – billentyű